# 율량중학교
율량중학교(栗陽中學校)는 대한민국 충청북도 청주시 청원구 주중동에 있는 공립 중학교이다.

## 학교 연혁
- 1993년 4월 1일 : 율량중학교 설립 인가
- 1994년 3월 1일 : 초대 신성호 교장 부임
- 1994년 3월 5일 : 개교
- 1994년 3월 5일 : 입학식
- 1997년 2월 11일 : 제1회 730명 졸업생 배출
- 2023년 3월 1일 : 제13대 김호형 교장 부임
- 2024년 3월 4일 : 2024학년도 입학식(입학생 222명)

## 참고 자료
- 율량중학교 - 한국교육학술정보원 학교알리미